# Andrés Laguna
Andrés Fernández Velázquez Laguna, que signava com Andrés Laguna i és conegut com el Doctor Laguna (Segòvia, c. 1510 - Guadalajara, 1559) va ser un metge humanista castellà, especialment dedicat a la farmacologia i a la botànica mèdica.

## Biografia
Segons Diego de Colmenares i altres historiadors, va ser fill de Diego Fernández Laguna, un metge jueu convers, i de Catalina Velázquez. Va estudiar dos anys d'arts en Salamanca i es va traslladar el 1530 a París, on es va graduar en arts i va estudiar Medicina al costat dels grans metges de l'època. Es va formar també en llengües clàssiques amb hel·lenistes i llatinistes de prestigi per poder llegir en llengua original a Dioscòrides.
Va rebre la influència de l'erasmisme. Va tornar a Espanya en 1536 i va impartir classes a les Universitat d'Alcalá i Toledo, i Carles V el va nomenar el seu metge personal. Després va viatjar a Anglaterra, vivint alguns anys en els Països Baixos i fent herbaris de tots els llocs allà on anava per comprovar les prescripcions de Dioscòrides.
Entre 1540 i 1545, va residir a Metz, contractat com a metge per la ciutat, i des de 1545 a 1554 va romandre a Itàlia, on la Universitat de Bolonya el va nomenar doctor i li van honrar els papes Pau III i Juli III, arribant a ser metge d'aquest últim pontífex. Va estar allotjat a Venècia a casa de l'ambaixador espanyol Diego Hurtado de Mendoza, humanista excel·lent i propietari d'una nodrida biblioteca. Va tornar a Espanya a la fi de 1557, després d'una altra estada de tres anys als Països Baixos. Va ser metge de Carles I i de Felip II. Va aconseguir d'aquest últim que creés el Jardí botànic d'Aranjuez.
Va morir a Guadalajara el 28 de desembre de 1559. Està enterrat a la capella de Santa Bàrbara de l'església de Sant Miquel, a Segòvia.
Hi ha un arbre, la lagunaria (Lagunaria patersonia), vulgarment "pica-pica", batejat així en honor seu.

## Tasca

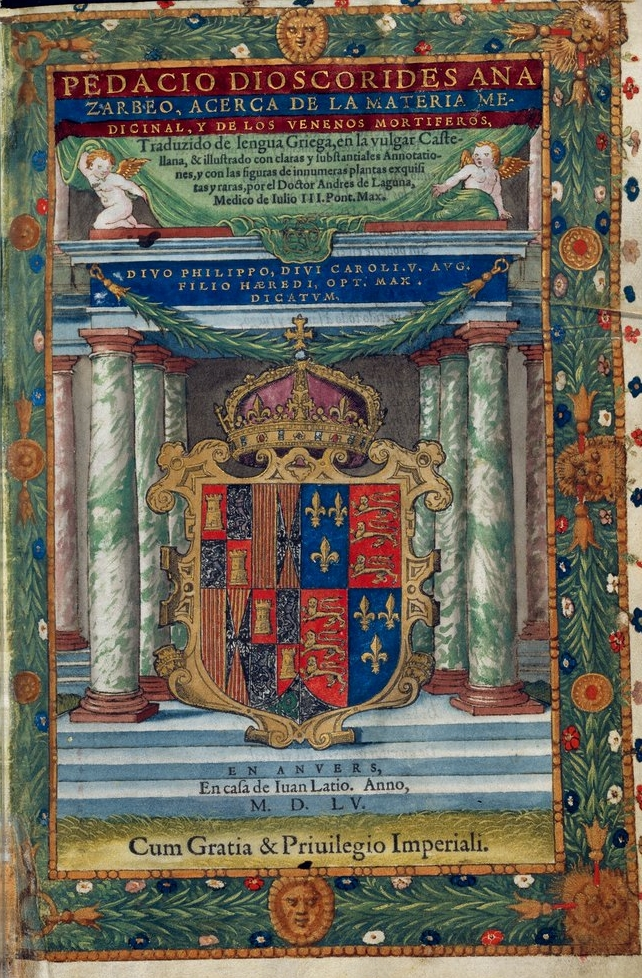
"Pedacio Dioscorides anazarbeo, Acerca de la materia medicinal y de los venenos mortiferos traduzido de lengua griega en la vulgar castellana & illustrado con claras y substantiales annotationes, y con las figuras de innumeras plantas exquisitas y raras" per Andrés de Laguna, Anvers, a casa de Juan Latio, 1555. Exemplar imprés en vitel·la i il·luminat a mà per a regalar-li'l a Felipe II. Biblioteca Nacional d'Espanya.

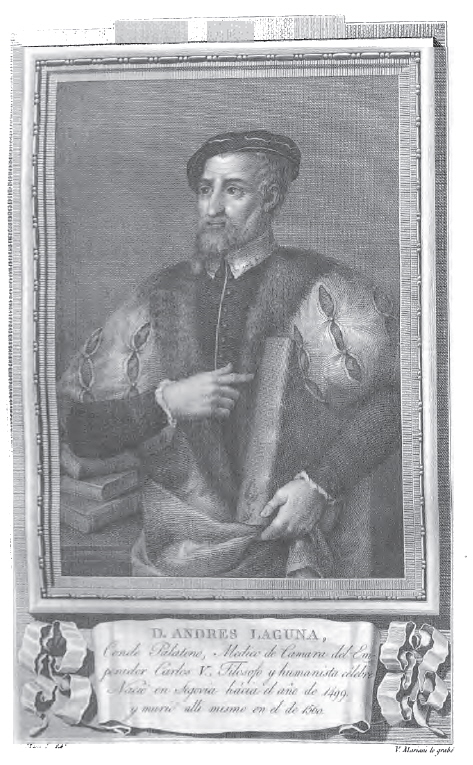
D. ANDRÉS LLACUNA. Comte Palatino, metge de Cambra de Carles V, filòsof i humanista. Gravat de Vicente Mariani per dibuix de José Maea. Retrats d'Espanyols Il·lustres, 1791.

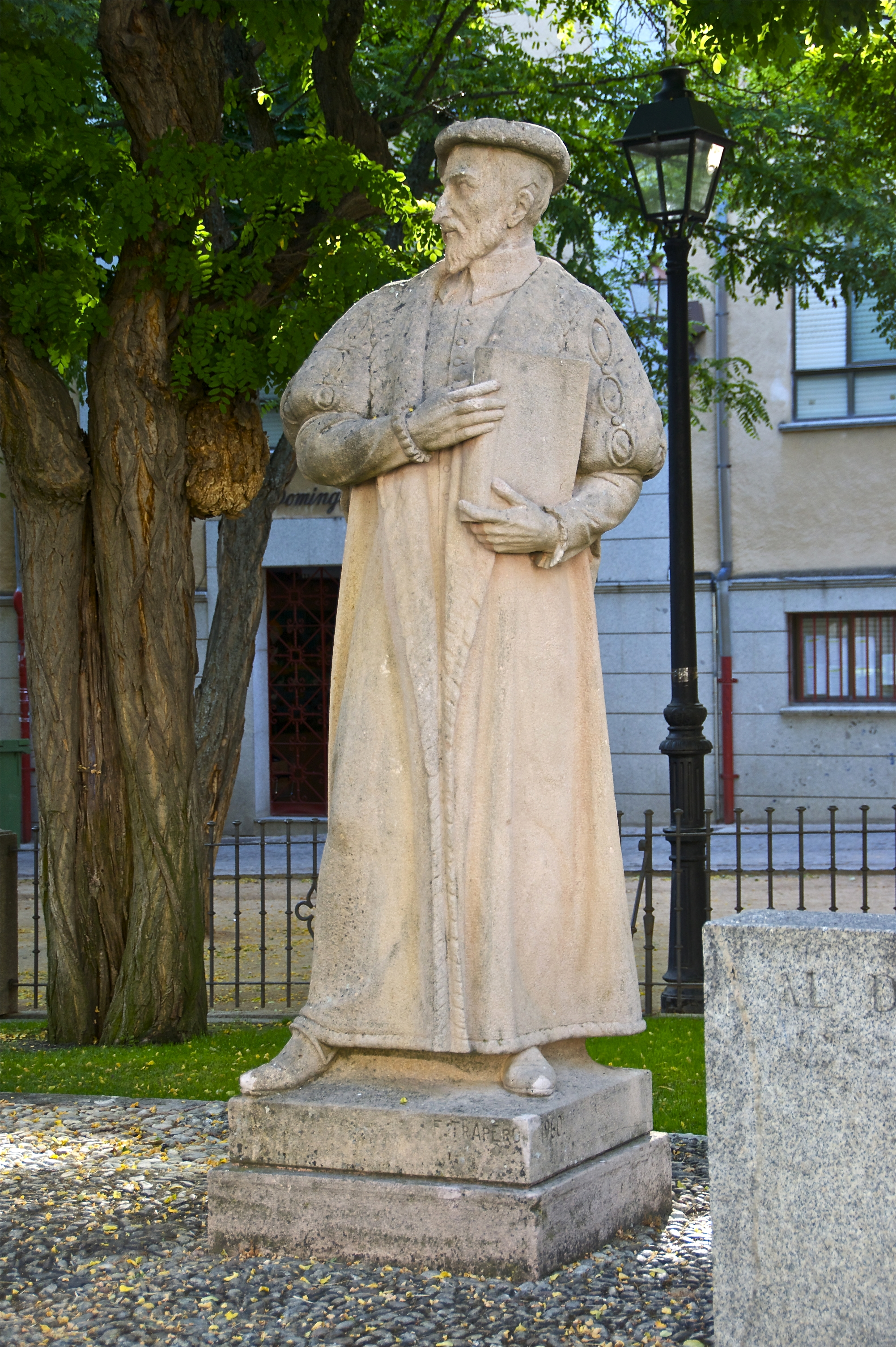
Estàtua d'Andrés Laguna a Segòvia, per Florentino Trapero.

Laguna va tractar temes literaris, històrics, filosòfics, polítics (Europa heautentimorumene és a dir, que miserablement a si mateixa es turmenta i lamenta la seua pròpia desgràcia) i metges, com un típic homo universalis del Renaixement. Va ser la més cèlebre de les seues obres la seua traducció castellana, amb interessants comentaris i addicions que doblen el text original, de la Matèria mèdica de Dioscòrides. La seua primera font va ser l'edició traduïda al llatí per Jean de la Ruelle i impresa a Alcalá d'Henares en 1518 sota supervisió d'Antonio de Nebrija, però també les classes del propi Ruelle, a qui va conèixer durant la seua estada a París entre 1530 i 1536. L'obra va eixir amb el títol d'Annotationes in Dioscoridem Anazarbeum (Lió, 1554). En aquesta assenyala a més els errors comesos per Ruelle i que va notar en acarar la seua traducció llatina amb diversos còdexs grecs. Va acabar aquestes anotacions a Roma (1553) i un any més tard, en una de les seues visites a Venècia, es van fer les xilografies de l'edició en el mateix lloc on es van realitzar les de les edicions de P. Andrea Mattioli, principal difusor de Dioscòrides a Europa, qui va realitzar una traducció al llatí i una altra a l'italià (1544), que va ser reimpresa dèsset vegades. Laguna va comprovar en persona totes les prescripcions de Dioscòrides i va afegir les seues pròpies observacions, opinions i experiències com a botànic i farmacòleg que havia experimentat amb herbes recollides en nombroses zones d'Europa i les costes mediterrànies. La seua traducció és clara i precisa, i els comentaris constitueixen una font de primer ordre, tant per a la botànica mèdica de l'època, com per a altres activitats científiques i tècniques. El text es va reimprimir en Anvers el 1555 i es va reeditar vint-i-dos vegades fins a finals de segle xviii. Va ser molt més influent que altres edicions de Galè o Teofrast en el Renaixement europeu, ja que les prescripcions de Dioscòrides tenien un caràcter més pràctic.
Laguna seguia considerant vigent la teoria dels quatre humors, però es va mostrar escèptic respecte a l'alquímia, rebutjant qualsevol afirmació que no tinguera confirmació empírica. Malgrat això, va incloure informació de vegades no de primera mà sobre productes americans, com el antisifilític guaiac, de vegades de forma molt confusa. En aquest sentit no és font directa com sí ho és l'obra d'un Gonzalo Fernández d'Oviedo.

### L'experiment sobre la bruixeria
En Metz el doctor Laguna va dur a terme una experiència cap a 1545 per demostrar que l'acusació de bruixeria a una parella d'ancians empresonats per haver causat una greu malaltia al duc de Lorena, del qual Laguna era el seu metge, no tenia fonament. Va agafar l'ungüent de color verd i forta olor que es va descobrir en el lloc on vivien els dos supòsits bruixots i li'l va aplicar a una pacient seua que patia d'insomni. Llavors la dona va caure en un profund sopor durant el qual va somiar coses absurdes, el que va convèncer el doctor Laguna que el que deien els bruixots i bruixes era producte d'al·lucinacions. No obstant això, el seu "experiment" no va aconseguir convèncer els jutges, i la suposada bruixa va ser cremada i el marit va morir poc després en circumstàncies misterioses. Al poc temps va morir el duc i Laguna va marxar de Metz.

## Obres
Va fer nombroses traduccions i comentaris, com "Las cuatro elegantísimas y gravísimas oraciones de Cicerón contra Catilina, el Pedazio Dioscórides Anazarbeo", Anvers, 1555, els comentaris del qual dupliquen l'extensió de l'original i es considera la seua obra científica més important; els "Diálegs" de Llucià de Samosata; "De Mundo i de les Virtuts d'Aristòtil" i la "Història Filosófica de Galè".
Obres originals són Discurs breu sobre la cura i preservació de la pesta, on afirma que "no hi ha instrument més apte que el metge per introduir la pestilència per tot arreu" i proposa la formació d'un cos de metges especialitzat en aquesta malaltia. Andrés Laguna havia tractat a malalts de pesta en el Ducat de Lorena amb una infusió realitzada en base de card estelat, encara que també va recomanar el card cardener (plantes que originalment anomena com a camaleó blanc i camaleó negre, respectivament). Recomana així mateix l'aplicació de sèrum de llet en dejú, aigua amb sal i vinagre i prohibeix els banys calents; va seguir practicant la incisió així com l'ús de gemmes i pedres precioses; el Mètode d'Anatomia, Sobre la vida de Galè, Tractat de pesos i mesures medicinals; Abecedari dels Dogmes o sentències de Galè sobre Hipòcrates; Europa heautentimorumene és a dir, que miserablement a si mateixa es turmenta i lamenta la seva pròpia desgràcia discurs publicat el 1543, als pocs dies de la seua lectura a la Facultat d'Arts de Colònia, a la impremta de Johann von Aachen (Colònia). L'autor es va oblidar d'aquesta famosa oratio i no la va tornar a reeditar, però en aquesta s'avança a pensadors com Montaigne, Descartes, Montesquieu i Voltaire a forjar la idea moderna de civilització europea oposada a la barbàrie: neutralitat religiosa, secularització de l'ordre i de l'acció pública, principis idèntics de moral social i personal etc. És un discurs pacifista a la manera de la Querela pacis d'Erasme de Rotterdam. Marcel Bataillon li creu autor del Viatge de Turquia (1557), obra atribuïda també a Cristóbal de Villalón, Francisco Delicado, o Juan de Ulloa Pereira, i que és un diàleg entre tres personatges: Joan de Voto a Dios, Mátalascallando i Pedro de Urdemalas, que compta els costums dels turcs en època de Solimà el Magnífic, i li serveix a l'autor per criticar els costums contemporànies a la manera erasmista. Va publicar més de trenta obres.

## Institut
El doctor Laguna dona nom a un institut de Segòvia anomenat IES Andrés Laguna en honor del doctor. Aquest es diu oficialment així des de l'any 1963.